# Phare de Puerto Barrios

Le phare de Puerto Barrios (en espagnol : Faro de Puerto Barrios) est un phare actif situé près du port de Puerto Barrios, dans le Département d'Izabal au Guatemala.

## Histoire
Le phare, une tour de télécommunication, est situé sur une petite colline à environ 1.6 km au sud-est du quai principal de Puerto Barrios. Il marque l'entrée du port.

## Description
Ce phare est une tour métallique à base triangulaire à claire-voie, avec une galerie et une balise photovoltaïque de 25 m de haut. La tour est peinte de bandes horizontales rouges et blanches. Il émet un éclat blanc par période de 8 secondes. Sa portée est de 25 milles nautiques (environ 46 km).
Identifiant : Amirauté : J5985 - NGA : 110-16418 .

### Lien connexe
- Liste des phares du Guatemala